# 1886-os sakkvilágbajnokság
 Ez a cikk a sakkjátszmák algebrai lejegyzését alkalmazza.
Az 1886-os sakkvilágbajnokság az első volt a hivatalos sakkvilágbajnokságok sorában. A páros mérkőzést 1886. január 11. – március 29. között Wilhelm Steinitz és Johannes Zukertort vívta az Egyesült Államokban. Az első öt játszmára New Yorkban került sor, a következő négyre St. Louis-ban, a záró 11 partira pedig New Orleansban.
A szabályok szerint a világbajnoki címet az a játékos nyerhette el, aki először ér el tíz győzelmet. Zukertort kezdett jobban, de a huszadik játszma után Wilhelm Steinitz lett a sakk első hivatalos világbajnoka. Zukertort öt játszmát nyert, öt játszma pedig döntetlenre zárult.

## Háttér
Korábban is rendeztek nem hivatalos világbajnoki mérkőzéseket a kor legjobbnak tartott játékosai között. A hivatalos világbajnokság gondolata azonban először Steinitz és Adolf Anderssen 1866-os páros mérkőzését megelőzően merült fel. A mérkőzést Steinitz nyerte (+8 -6 =0, vagyis 8 győzelem, hat vereség, döntetlen nélkül). Ebben az időben Steinitz nem nevezte világbajnoknak magát, később azonban többször is az Anderssen-mérkőzés idejére dátumozta vissza saját világbajnok időszakának kezdetét. A legtöbb történész szerint azonban az 1886-os mérkőzés volt az első hivatalos világbajnoki összecsapás.

## Előkészületek
A londoni 1883-as sakkbajnokságon 14 rangos játékos játszott egymással dupla körmérkőzést, melyet Zukertort nyert meggyőző fölénnyel (22/26 eredménnyel) Steinitz (19/26), Blackburne (16½/22) és Csigorin (16/22) előtt. Ez az esemény nagyon hasonlatos volt a mostanában szokásos világbajnokjelölti versenyhez, ahol is a világ vezető játékosai vesznek részt, és a két legeredményesebb játékos küzdhet meg a világbajnoki címért.
A következő év Paul Morphy halálát hozta, így végül semmi sem állt az első hivatalos sakkvilágbajnokság megrendezésének útjába a két rivális között. Mivel ellenséges viszony volt közöttük, ezért a verseny megszervezése majdnem 3 évig tartott. A verseny helyszíne feletti vita akkor oldódott meg, amikor Steinitz végre meggyőzte Zukertortot, hogy fogadja el új lakhelyét USA-t helyszínnek London helyett. Zukertort egy jelentősebb összeget, 750 dollárt kapott, a tengeren túli utazásához, és a verseny győztesének felajánlották a fogadásokból származó haszon negyedét.
A versenyen ugyanazt az órát használták, mint 3 évvel ezelőtt, és az időkorlát 2 óra volt 30 lépésre, további 15 lépés minden órára. A sakktörténelem során először helyeztek el demonstrációs táblát a játékosok feje felett, melynek mérete hozzávetőlegesen 1 négyzetméter volt, így a nézők ülve is tudták követni a játék eseményeit.

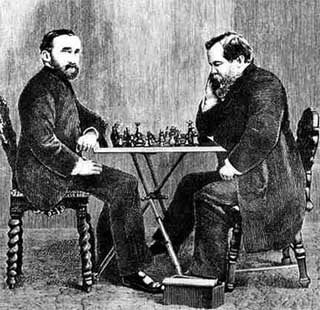
Steinitz és Zukertort játszik New Orleansban, 1866.

## A mérkőzés
A mérkőzés 1886. január 11-én 14 órakor kezdődött a New York-i Cartiers Academy Hallban. Az első 5 játszma után, 4-1-es Zukertort vezetéssel a verseny átköltözött St. Louis-ba a következő 4 mérkőzésre. A záró játszmákra 4-4-es állás mellett New Orleansban került sor, amikor is a hírek szerint Zukertort napról napra élt, fizikailag kimerült volt, és közelgett a mentális leépülése. Ugyanakkor Steinitz robusztusabban játszott, lelkileg kiegyensúlyozottan. Stratégiai fölényével uralta a játszmákat, és hamar begyűjtötte a még szükséges 6 győzelmet, miközben egyetlen vereséget szenvedett 4 döntetlen mellett. A világbajnoki mérkőzés 1886. március 29-én ért véget, amikor Zukertort feladta a 20. játszmát, és gratulált az új világbajnoknak.
A mérkőzés utáni elemzésekből kiderült, hogy Zukertort játéka túlságosan is impulzív volt, általában fele annyi időt használt el, mint Steinitz. Ennek oka vélhetően gyerekkora óta tartó szív problémája lehetett. A meccs után két évvel Zukertort szívinfarktusban halt meg.

## Eredmények
A mérkőzést, ezzel első alkalommal hivatalosan a világbajnoki címet az nyerte, aki először érte el a 10 győzelmet, nem számítva a döntetleneket.
| Játékos                                                                 | 1 | 2 | 3 | 4 | 5 | 6 | 7 | 8 | 9 | 10 | 11 | 12 | 13 | 14 | 15 | 16 | 17 | 18 | 19 | 20 | Győzelmek |
| ----------------------------------------------------------------------- | - | - | - | - | - | - | - | - | - | -- | -- | -- | -- | -- | -- | -- | -- | -- | -- | -- | --------- |
| Johannes Zukertort · Lengyelország · Egyesült Királyság                 | 0 | 1 | 1 | 1 | 1 | 0 | 0 | = | 0 | =  | 0  | 0  | 1  | =  | =  | 0  | =  | 0  | 0  | 0  | 5         |
| Wilhelm Steinitz · Osztrák–Magyar Monarchia · Amerikai Egyesült Államok | 1 | 0 | 0 | 0 | 0 | 1 | 1 | = | 1 | =  | 1  | 1  | 0  | =  | =  | 1  | =  | 1  | 1  | 1  | 10        |

## A mérkőzés játszmái
1. meccs, Zukertort-Steinitz, 0-1
Szláv védelem
1.d4 d5 2.c4 c6 3.e3 Ff5 4.Hc3 e6 5.Hf3 Hd7 6.a3 Fd6 7.c5 Fc7 8.b4 e5 9.Fe2 Hgf6 10.Fb2 e4 11.Hd2 h5 12.h3 Hf8 13.a4 Hg6 14.b5 Hh4 15.g3 Hg2+ 16.Kf1 Hxe3+ 17.fxe3 Fxg3 18.Kg2 Bc7 19.Vg1 Bh6 20.Kf1 Bg6 21.Vf2 Vd7 22.bxc6 bxc6 23.Bg1 Fxh3+ 24.Ke1 Hg4 25.Fxg4 Fxg4 26.He2 Ve7 27.Hf4 Rh6 28.Fc3 g5 29.He2 Bf6 30.Vg2 Bf3 31.Hf1 Bb8 32.Kd2 f5 33.a5 f4 34.Bh1 Vf7 35.Be1 fxe3+ 36.Hxe3 Rf2 37.Vxf2 Vxf2 38.Hxg4 Ff4+ 39.Kc2 hxg4 40.Fd2 e3 41.Fc1 Vg2 42.Kc3 Kd7 43.Bh7+ Ke6 44.Bh6+ Kf5 45.Fxe3 Fxe3 46.Bf1+ Ff4 0–1
2. meccs, Steinitz-Zukertort, 1-0
Skót játék
1.e4 e5 2.Hf3 Hc6 3.d4 exd4 4.Hxd4 Hf6 5.Hc3 Fb4 6.Hxc6 bxc6 7.Fd3 d5 8.exd5 cxd5 9.0–0 0–0 10.Fg5 c6 11.He2 Fd6 12.Hg3 h6 13.Fd2 Hg4 14.Fe2 Vh4 15.Fxg4 Fxg4 16.Vc1 Fe2 17.Be1 Fa6 18.Fc3 f5 19.Be6 Bad8 20.Vd2 d4 21.Fa5 Bd7 22.Bxd6 Bxd6 23.Fb4 Vf6 24.Bd1 Bd5 25.Fxf8 Vxf8 26.Hh5 Ve8 27.Hf4 Be5 28.h4 c5 29.h5 Be4 30.c3 Vb8 31.g3 Ve5 32.Hg6?! 32.f3! Vd6 33.Hf4 d3 34.b3 c4 35.Bb1 Kh7 36.Kh2 Vb6 37.Kg1 Fb7 38.Bb2? Vc6 39.f3 Vc5+ 40.Vf2 Be1+ 41.Kh2 Vxf2+ 42.Bxf2 Fxf3 43.g4 Fe2 44.Hg2 d2 45.He3 cxb3 46.axb3 Fxg4 0–1
3. meccs, Zukertort-Steinitz, 1-0
Szláv védelem
1.d4 d5 2.c4 c6 3.e3 Ff5 4.a3 e6 5.c5 a5 6.Vb3 Vc7 7.Hc3 Hd7 8.Ha4 Hgf6 9.He2 Fe7 10.Hg3 Fg6 11.Fd2 0–0 12.Fe2 Bfb8 13.0–0 b6 14.cxb6 Hxb6 15.Hxb6 Bxb6 16.Vc3 Vb7 17.Ba2 Hd7 18.Fd1 c5 19.Fa4 c4 20.Vc1 Hf6 21.Fc3 Fd6 22.f3 Vb8 23.f4 Fd3 24.Be1 h5 25.h4 Vd8 26.Fd1 g6 27.Vd2 Bbb8 28.Vf2 Fe7 29.Ff3 He4 30.Fxe4 dxe4 31.Hh1 Fxh4 32.g3 Fe7 33.Vd2 Vd5 34.Hf2 a4 35.Kg2 Bb3 36.Bh1 Kg7 37.Baa1 Fd8 38.g4 hxg4 39.Hxg4 Fa5? 40.Bh7+ Kf8 41.Bh8+ Kg7 42.Bh7+ Kf8 43.Vf2 Fd8 44.He5 Kg8 45.Bah1 Ff6 46.Bxf7 Bf8 47.Bxf6 1–0
4. meccs, Steinitz-Zukertort, 0-1
Spanyol megnyitás
1.e4 e5 2.Hf3 Hc6 3.Fb5 Hf6 4.0–0 Hxe4 5.Be1 Hd6 6.Hxe5 Hxe5 7.Bxe5+ Fe7 8.Ff1 0–0 9.d4 Ff6 10.Be1 Be8 11.c3 Bxe1 12.Vxe1 Hf5 13.Ff4 d6 14.Hd2 Fe6 15.Fd3 Hh4 16.He4 Hg6 17.Fd2 d5 18.Hc5 Fc8 19.Ve3 b6 20.Hb3 Vd6 21.Ve8+ Hf8 22.Be1 Fb7 23.Ve3 He6 24.Vf3 Bd8 25.Vf5 Hf8 26.Ff4 Vc6 27.Hd2 Fc8 28.Vh5 g6 29.Ve2 He6 30.Fg3 Vb7 31.Hf3 c5 32.dxc5 bxc5 33.He5 c4 34.Fb1 Fg7 35.Bd1 Fd7 36.Vf3 Fe8 37.Hxc4?? dxc4 38.Bxd8 Hxd8 39.Ve2 He6 0–1
5. meccs, Zukertort-Steinitz, 1-0
Szláv védelem
1.d4 d5 2.c4 c6 3.Hc3 Hf6 4.e3 Ff5 5.cxd5 cxd5 6.Vb3 Fc8 7.Hf3 Hc6 8.He5 e6 9.Fb5 Vc7 10.Fd2 Fd6 11.f4 0–0 12.Bc1 Fxe5 13.fxe5 He8 14.0–0 f6 15.Fd3 Bf7 16.Vc2 f5 17.He2 Fd7 18.Bf2 Bc8 19.Fc3 Vb6 20.Vd2 He7 21.Bcf1 Fb5 22.Fb1 Va6 23.g4 g6 24.h3 Bc7 25.Be1 Hg7 26.Hf4 Hc8 27.gxf5 gxf5 28.Bg2 Kh8 29.Kh2 Vc6 30.Beg1 He7 31.Vf2 Ve8 32.Bxg7! 1–0 utána 32...Bxg7 33.Bxg7 Kxg7 34.Hxe6
6. meccs, Steinitz-Zukertort, 1-0
Spanyol megnyitás
1.e4 e5 2.Hf3 Hc6 3.Fb5 Hf6 4.0–0 Hxe4 5.Be1 Hd6 6.Hxe5 Hxe5 7.Bxe5+ Fe7 8.Hc3 0–0 9.Fd3 Ff6 10.Be3 g6 11.b3 Be8 12.Vf3 Fg5 13.Bxe8+ Hxe8 14.Fb2 c6 15.He4 Fe7 16.Ve3 d5 17.Vd4 f6 18.Hg3 Fe6 19.Be1 Hg7 20.h4 Vd7 21.h5 Ff7 22.hxg6 Fxg6 23.Ve3 Kf7 24.Vf4 Be8 25.Be3 He6 26.Vg4 Hf8 27.Hf5 Fc5 28.Hh6+ Kg7 29.Hf5+ Kf7 30.Hh6+ Kg7 31.Hf5+ Kf7 32.Hh6+ Kg7 33.Hf5+ Kf7 34.Hh6+ Kg7 35.Fxg6 Vxg4 36.Hxg4 Bxe3 37.fxe3 Kxg6 38.Hxf6 Fb4 39.d3 He6 40.Kf2 h5 41.g4 h4 42.Hh5 Fd6 43.Kg2 c5 44.Ff6 Hg5 45.Fxg5 Kxg5 46.Kh3 Fe5 47.Hf4 d4 48.He6+ Kf6 49.exd4 cxd4 50.Hc5 Kg5 51.Hxb7 Kf4 52.Ha5 Ff6 53.Hc6 Ke3 54.Hxa7 Kd2 55.Hc6 Kxc2 56.a4 Kxd3 57.Hb4+ Ke2 58.a5 Fe7 59.Hd5 Kf3 60.Hxe7 d3 61.Hd5 1–0
7. meccs, Zukertort-Steinitz, 0-1
Vezércsel
1.d4 d5 2.c4 e6 3.Hc3 Hf6 4.e3 c5 5.Hf3 Hc6 6.a3 dxc4 7.Fxc4 cxd4 8.exd4 Fe7 9.0–0 0–0 10.Fe3 Fd7 11.Vd3 Bc8 12.Bac1 Va5 13.Fa2 Bfd8 14.Bfe1 Fe8 15.Fb1 g6 16.Ve2 Ff8 17.Bed1 Fg7 18.Fa2 He7 19.Vd2 Va6 20.Fg5 Hf5 21.g4? Hxd4 22.Hxd4 e5 23.Hd5 Bxc1 24.Vxc1 exd4 25.Bxd4 Hxd5 26.Bxd5 Bxd5 27.Fxd5 Ve2 28.h3 h6 29.Fc4 Vf3 30.Ve3 Vd1+ 31.Kh2 Fc6 32.Fe7 Fe5+ 33.f4 Fxf4+ 34.Vxf4 Vh1+ 35.Kg3 Vg1+ 0–1 Matt 10 lépésből: 36.Kh4 Ve1+ 37.Vg3 Vxe7+ 38.g5 Ve4+ 39.Vg4 Ve1+ 40.Vg3 hxg5+ 41.Kxg5 Vxg3+ 42.Kf6 Vf4+ 43.Ke7 Kg7 44.Kd8 Vb8+ 45.Ke7 Vf8#
8. meccs, Steinitz-Zukertort, ½–½
Spanyol megnyitás
1.e4 e5 2.Hf3 Hc6 3.Fb5 Hf6 4.0–0 Hxe4 5.Be1 Hd6 6.Hxe5 Fe7 7.Fd3 0–0 8.Vh5 f5 9.Hc3 Hxe5 10.Bxe5 g6 11.Vf3 c6 12.b3 Hf7 13.Be2 d5 14.Fb2 Ff6 15.Bae1 Vd6 16.Be8 Fd7 17.Bxa8 Bxa8 18.Hd1 Hg5 19.Ve2 Be8 20.Vf1 Fxb2 21.Bxe8+ Fxe8 22.Hxb2 ½–½
9. meccs, Zukertort-Steinitz, 0-1
Vezércsel
1.d4 d5 2.c4 e6 3.Hc3 Hf6 4.Hf3 dxc4 5.e3 c5 6.Fxc4 cxd4 7.exd4 Fe7 8.0–0 0–0 9.Ve2 Hbd7 10.Fb3 Hb6 11.Ff4 Hbd5 12.Fg3 Va5 13.Bac1 Fd7 14.He5 Bfd8 15.Vf3 Fe8 16.Bfe1 Bac8 17.Fh4 Hxc3 18.bxc3 Vc7 19.Vd3 Hd5 20.Fxe7 Vxe7 21.Fxd5 Bxd5 22.c4 Bdd8 23.Be3 Vd6 24.Bd1 f6 25.Bh3 h6 26.Hg4 Vf4 27.He3 Fa4 28.Bf3 Vd6 29.Bd2 Fc6 30.Bg3 f5 31.Bg6? Fe4 32.Vb3 Kh7 33.c5 Bxc5 34.Bxe6 Bc1+ 35.Hd1 Vf4 36.Vb2 Bb1 37.Vc3 Bc8! 38.Bxe4 Vxe4 0–1 
10. meccs, Steinitz-Zukertort, ½–½
Spanyol megnyitás
1.e4 e5 2.Hf3 Hc6 3.Fb5 Hf6 4.0–0 Hxe4 5.Re1 Hd6 6.Hxe5 Fe7 7.Bd3 0–0 8.Hc3 Hxe5 9.Bxe5 c6 10.b3 Be8 11.Fa3 Ff8 12.Be3 Bxe3 13.fxe3 He4 14.Fxf8 Hxc3 15.Vh5 g6 16.Ve5 Vxf8 17.Vxc3 Vg7 18.Vxg7+ Kxg7 19.e4 d6 20.Be1 Fd7 21.Kf2 Be8 ½–½
11. meccs, Zukertort-Steinitz, 0-1
Négyes huszár játék
1.e4 e5 2.Hf3 Hc6 3.Hc3 Hf6 4.Fb5 Fb4 5.0–0 0–0 6.Hd5 Hxd5 7.exd5 e4 8.dxc6 exf3 9.Vxf3 dxc6 10.Fd3 Fd6 11.b3 Vg5 12.Fb2 Vxd2 13.Fc1 Va5 14.Ff4 Fe6 15.Bae1 Bfe8 16.Be3 Fd5 17.Fxh7+ Kxh7 18.Vh5+ Kg8 19.Bh3 f6 20.Vh7+? Kf7 21.Vh5+ Kf8 22.Vh8+ Kf7 23.Vh5+ Kf8 24.Vh8+ Kf7 25.Vh5+ Kf8 26.Vh8+ Kf7 27.Vh5+ Kf8 28.Vh8+ Kf7 29.Vh5+ Kf8 30.Vh8+ Kf7 31.Vh5+ Ke7 32.Be3+ Kf8 33.Vh8+ Fg8 34.Fh6 Be7 35.Bxe7 Kxe7 36.Fxg7 Vf5 37.Be1+ Kf7 38.Fh6 Vh7 39.Vxh7+ Fxh7 40.c4 a5 41.Fe3 c5 42.Bd1 a4 0–1
12. meccs, Steinitz-Zukertort, 1-0
Spanyol megnyitás
1.e4 e5 2.Hf3 Hc6 3.Fb5 Hf6 4.0–0 Hxe4 5.Be1 Hd6 6.Hxe5 Fe7 7.Fxc6 dxc6 8.Ve2 Fe6 9.d3 Hf5 10.Hd2 0–0 11.c3 Be8 12.He4 Vd5 13.Ff4 Bad8 14.d4 Hd6 15.Hc5 Fc8 16.Hcd3 f6 17.Hb4 Vb5 18.Vxb5 Hxb5 19.Hed3 Ff5 20.a4 Hd6 21.a5 Hb5 22.a6 Fxd3 23.Hxd3 b6 24.Be3 Kf7 25.Bae1 Bd7 26.Hb4 g5 27.Fg3 f5 28.f4 c5 29.Hc6 cxd4 30.cxd4 Kf8 31.Be5 Hxd4 32.Hxd4 Bxd4 33.Bxf5+ Kg7 34.fxg5 Fc5 35.Bxc5 Bxe1+ 36.Fxe1 bxc5 37.Fc3 Kg6 38.Fxd4 cxd4 39.h4 Kf5 40.Kf2 Ke4 41.Ke2 c5 42.b3 Ke5 43.Kd3 Kf4 44.b4 1–0
13. meccs, Zukertort-Steinitz, 1-0
Vezércsel
1.d4 d5 2.c4 e6 3.Hc3 Hf6 4.Ff4 c5 5.e3 cxd4 6.exd4 dxc4 7.Fxc4 Hc6 8.Hf3 Fe7 9.0–0 0–0 10.Be1 Fd7 11.Ve2 Va5 12.Hb5 a6 13.Fc7 b6 14.Hc3 Bfc8 15.Ff4 b5 16.Fb3 Vb6 17.Bed1 Ha5 18.Fc2 Hc4 19.Fd3 Hd6 20.He5 Fe8 21.Fg5 Vd8 22.Vf3 Ba7 23.Vh3 h6 24.Fe3 Bac7 25.d5 b4 26.He2 Hxd5 27.Fxa6 Ba8 28.Fd3 Ff6 29.Fd4 Hb5 30.Hf3 Hxd4 31.Hfxd4 Ba5 32.Vf3 Fa4 33.Be1 He7 34.Ve4 g6 35.b3 Fe8 36.Fc4 Hf5 37.Hxe6 fxe6 38.Fxe6+ Kg7 39.Bad1 Ve7 40.Hf4 Be5 41.Vb1 Bxe1+? 42.Bxe1 Fc3 43.Hd5 Vc5 44.Hxc7 Vxc7 45.Bd1 Hd4 46.Fc4 Fc6 47.Vd3 Fa8 48.Ve3 Vd6 49.a3 Fc6 50.axb4 Vf6 51.Kf1 Hb5 52.Ve6 Vxe6 53.Fxe6 Fxb4 54.Fd7 Hc3 55.Bd4 Fxd7 56.Bxd7+ Kf6 57.Bd4 Fe7 58.b4 Ke5 59.Bc4 Hb5 60.Bc6 Fd6 61.Bb6 Hd4 62.Bb7 g5 63.b5 Kd5 64.b6 Kc6 65.Bh7 Kxb6 66.Bxh6 Kc7 67.h4! gxh4 68.Bxh4 Hf5 69.Bh7+ Kd8 70.g4 He7 71.Kg2 Ke8 72.Kf3 Fc5 73.Bh5 Fd4 74.Kg3 Kf7 75.f4 Fc3 76.Bb5 Fe1+ 77.Kf3 Fc3 78.g5 Fa1 79.Kg4 Fc3 80.f5 Fd4 81.Bb7 Fc3 82.Kh5 Fd4 83.Kh6 Fg7+ 84.Kh7 Fe5 85.g6+ Kf8 86.Bxe7 1–0
14. meccs, Steinitz-Zukertort, ½–½
Spanyol megnyitás
1.e4 e5 2.Hf3 Hc6 3.Fb5 Hf6 4.0–0 Hxe4 5.Be1 Hd6 6.Hxe5 Fe7 7.Fd3 0–0 8.Hc3 Hxe5 9.Bxe5 c6 10.b3 He8 11.Fb2 d5 12.Vf3 Ff6 13.Be2 Hc7 14.Fa3 Be8 15.Bae1 He6 16.Ha4 Fd7 17.Hc5 Hxc5 18.Bxe8+ Fxe8 19.Fxc5 b6 20.Fa3 Fd7 21.Vg3 c5 22.c3 Fe6 23.Fb2 Vd7 24.Fc2 Be8 25.h3 b5 26.d4 cxd4 27.cxd4 Bc8 28.Fd3 Ff5 29.Fxf5 Vxf5 30.Vg4 Vxg4 31.hxg4 a6 32.Be3 b4 33.g3 a5 34.Kf1 a4 35.bxa4 Ba8 36.Be1 Bxa4 37.Ba1 Kf8 38.Ke2 Ke7 39.Kd3 Ba6 40.a3 bxa3 41.Bxa3 Bxa3+ 42.Fxa3+ Kd7 43.Ff8 Ke8 44.Fd6 g6 45.Fe5 Fd8 46.Fg7 h5 47.gxh5 gxh5 48.Fe5 Kd7 ½–½
15. meccs, Zukertort-Steinitz, ½–½
Vezércsel
1.d4 d5 2.c4 e6 3.Hc3 Hf6 4.Fg5 c5 5.cxd5 exd5 6.Fxf6 gxf6 7.e3 Fe6 8.Vb3 Vd7 9.Fb5 Hc6 10.e4 0–0–0 11.exd5 Fxd5 12.Hxd5 Vxd5 13.Vxd5 Bxd5 14.Fxc6 bxc6 15.dxc5 Fxc5 16.Hf3 Be8+ 17.Kf1 Fb6 18.g3 Bf5 19.Kg2 Be2 20.Bhf1 Bxb2 21.a4 Bc5 22.Hg1 Bh5 23.Ba3 Kb7 24.Hh3 Fd4 25.Be1 Be5 26.Bd1 c5 27.Bf3 Bee2 28.Bf1 Bb6 29.Hf4 Ba2 30.Hd5 Be6 31.Hf4 Bd6 32.Bb1+ Kc6 33.Bb8 Bxa4 34.Bh8 Ba2 35.Bxh7 a5 36.Bxf7 a4 37.h4 Bd7 38.Bxd7 Kxd7 39.h5 Ke7 40.h6 Kf7 41.h7 Kg7 42.He6+ Kxh7 43.Hxd4 cxd4 44.Bd3 Bb2 45.Bxd4 a3 46.Ba4 a2 47.g4 Kg6 48.Kg3 Kf7 49.f4 ½–½
16. meccs, Steinitz-Zukertort, 1-0
Spanyol megnyitás
1.e4 e5 2.Hf3 Hc6 3.Fb5 Hf6 4.d3 d6 5.c3 g6 6.d4 Fd7 7.Hbd2 Fg7 8.dxe5 Hxe5 9.Hxe5 dxe5 10.Ve2 0–0 11.Bd3 Ve7 12.f3 Fc6 13.Hb3 a5 14.Fe3 Hd7 15.h4 a4 16.Hd2 h6 17.h5 g5 18.Hf1 Hc5 19.Bc2 Bfd8 20.Hg3 Fd7 21.0–0–0 c6 22.Bd2 Fe6 23.Hf5 Fxf5 24.exf5 Bxd2 25.Vxd2 Hd7 26.g4 Hf6 27.Fe4 Bd8 28.Vc2 Hd5 29.Ff2 b5 30.a3 Ff8 31.Bd1 Vb7 32.c4 bxc4 33.Vxc4 Bb8 34.Bd2 Hb6 35.Vc3 Hd5 36.Vc4 Hb6 37.Vd3 Fe7 38.Bc2 Hd5 39.Vc4 Fxa3 40.bxa3 Vb1+ 41.Kd2 Bd8 42.Fxd5 Bxd5+ 43.Ke3 Bb5 44.Vxc6 Bb3+ 45.Ke2 Kh7 46.f6 Bb2 47.Bxb2 Vxb2+ 48.Kf1 Vxa3 49.Ve8 1–0
17. meccs, Zukertort-Steinitz, ½–½
Vezércsel
1.d4 d5 2.c4 e6 3.Hc3 Hf6 4.Fg5 Fe7 5.Hf3 0–0 6.e3 dxc4 7.Fxc4 Hbd7 8.0–0 c5 9.Ve2 h6 10.Fh4 Hb6 11.dxc5 Fxc5 12.Bfd1 Hbd7 13.e4 Fe7 14.e5 He8 15.Fg3 Vb6 16.a3 a5 17.Bac1 Hc5 18.Ff4 Fd7 19.Fe3 Fc6 20.Hd4 Bd8 21.Hdb5 Bxd1+ 22.Bxd1 Fxb5 23.Hxb5 Vc6 24.b4 axb4 25.axb4 Hd7 26.Hd4 Ve4 27.Hxe6 Hxe5 28.Hxf8 Hxc4 29.Hd7 Fxb4 30.Vd3 Vg4 31.h3 Ve6 32.Bb1 Hxe3 33.Vxe3 Vxd7 34.Bxb4 Vd1+ 35.Kh2 Vd6+ 36.Vf4 Kf8 37.Vxd6+ Hxd6 38.Kg3 Ke7 39.Kf4 Ke6 40.h4 Kd5 41.g4 b5 42.Bb1 Kc5 43.Bc1+ Kd5 44.Ke3 Hc4+ 45.Ke2 b4 46.Bb1 Kc5 47.f4 Ha3 48.Bc1+ Kd4 49.Bc7 b3 50.Bb7 Kc3 51.Bc7+ Kd4 52.Bb7 Kc3 ½–½
18. meccs, Steinitz-Zukertort, 1-0
Spanyol megnyitás
1.e4 e5 2.Hf3 Hc6 3.Fb5 Hf6 4.d3 d6 5.c3 g6 6.d4 Fd7 7.Hbd2 Fg7 8.dxe5 Hxe5 9.Hxe5 dxe5 10.Ve2 0–0 11.f3 a5 12.Fd3 Ve7 13.Hf1 Fe6 14.g4 Bfd8 15.h4 Vd7 16.Fc2 h5 17.g5 He8 18.He3 Vc6 19.c4 Hd6 20.Fd3 Bab8 21.Hd5 Fxd5 22.cxd5 Vd7 23.Fd2 Ba8 24.Bc1 c6 25.Bc5 cxd5 26.Bxd5 Va4 27.a3 b6 28.Fc3 Ve8 29.Vf2 Hc8 30.Fb5 Ve7 31.Bxd8+ Vxd8 32.0–0 Ha7 33.Fc4 Hc6 34.Fd5 Bc8 35.f4 Vd7 36.f5 He7 37.Fa2 gxf5 38.exf5 Ff8 39.Vf3 e4 40.Vxh5 1–0
19. meccs, Zukertort-Steinitz, 0-1
Vezércsel
1.d4 d5 2.c4 e6 3.Hc3 Hf6 4.Fg5 Be7 5.Hf3 0–0 6.c5 b6 7.b4 bxc5 8.dxc5 a5 9.a3 d4 10.Fxf6 gxf6 11.Ha4 e5 12.b5 Fe6 13.g3 c6 14.bxc6 Hxc6 15.Fg2 Bb8 16.Vc1 d3 17.e3 e4 18.Hd2 f5 19.0–0 Be8 20.f3 Hd4! 21.exd4 Vxd4+ 22.Kh1 e3 23.Hc3 Bf6 24.Hdb1 d2 25.Vc2 Fb3 26.Vxf5 d1V 27.Hxd1 Fxd1 28.Hc3 e2 29.Baxd1 Vxc3 0–1

20. meccs, Steinitz-Zukertort, 1-0
Bécsi játék
1.e4 e5 2.Hc3 Hc6 3.f4 exf4 4.d4 d5? (4...Vh4+ 5.Ke2 d6! 6.Hf3 Fg4) Még játszható lett volna) 5.exd5 Vh4+ 6.Ke2 Ve7+ 7.Kf2 Vh4+ 8.g3! fxg3+ 9.Kg2 Hxd4 10.hxg3 Vg4 11.Ve1+ Fe7 12.Fd3 Hf5 13.Hf3 Fd7 14.Ff4 f6 15.He4 Hgh6?? 16.Fxh6 Hxh6 17.Bxh6! gxh6?? 18.Hxf6+ Kf7 19.Hxg4 1–0